# Lin Chin-miao
Lin Chin-miao (ur. 16 lutego 1978) – tajwańska zapaśniczka w stylu wolnym. Dziewiąta w mistrzostwach świata w 1996 i 1997. Czwarta na igrzyskach Wschodniej Azji w 2001. Srebrna medalistka mistrzostw Azji w 2000 i brązowa w 1997 roku.